# Rudolf Kraft (Fußballspieler)
Rudi Kraft, Rufname „Hutzel“ (* 14. April 1939 in Ludwigshafen; † 24. Januar 2022) war ein deutscher Fußballspieler, der von 1957 bis 1962 in der Oberliga Südwest bzw. Süd 108 Spiele mit 31 Toren bestritten hat.

## Laufbahn

### Oberliga, 1957 bis 1962
Der aus Ludwigshafen vom VfR Friesenheim zu TuRa Ludwigshafen gekommene Stürmer Rudi Kraft, wurde 1956/57 in der Aufstiegsrunde des Turn- und Rasensportvereins in die Oberliga Südwest, am 19. Mai 1957 mit 18 Jahren in die deutsche Fußballnationalmannschaft der Amateure berufen. Beim Länderspiel in Offenburg gegen England bildete der Kurpfälzer mit Heinz Hornig den linken Flügel der DFB-Elf. Am 18. August debütierte das Offensivtalent beim Heimspiel gegen TuS Neuendorf in der Oberliga Südwest. Der Junior erzielte beide Treffer zum 2:1-Sieg von TuRa. An der Seite von Torschützenkönig Friedel Trapp, dieser kam in 30 Spielen auf 28 Tore, bestritt Kraft im ersten Jahr Oberliga, 22 Spiele mit zwölf Treffern. In der Hinrunde folgte am 12. Oktober 1957 auch noch sein zweiter Einsatz in der DFB-Auswahl der Amateure, als in Ilford das Rückspiel mit 3:2 Toren gegen England gewonnen wurde. Auf Rechtsaußen ergänzte er das Innentrio mit Peter Grosser, Klaus Matischak und Günter Herrmann.
Zur Runde 1958/59 holte der Südwest-Redkordmeister 1. FC Kaiserslautern den jungen Angreifer zum Betzenberg. An der Seite der Weltmeister Horst Eckel, Werner Liebrich und Ottmar Walter kam Kraft im ersten Jahr auf 23 Spiele mit sieben Toren; die „Roten Teufel“ belegten in der Südwest-Oberliga den dritten Platz. Da Kaiserslautern mit dem fünften Rang 1959/60 nicht zufrieden war, nahm Kraft das Angebot des Süd-Oberligisten SV Waldhof Mannheim an und kehrte in die Kurpfalz zurück. Im ersten Jahr, 1960/61, konnte mit dem 13. Rang die Klasse gehalten werden, Kraft hatte 27 Spiele mit vier Toren absolviert. 1962 erlebte er mit seinen Mannschaftskameraden Wolfgang Höfig, Rolf Lederer und Klaus Sinn aber als Tabellenletzter den Abstieg in die II. Division. Kraft wechselte zur Runde 1962/63 nach Frankfurt an den Bornheimer Hang und unterschrieb beim FSV Frankfurt. Beim FSV konnte er die Meisterschaft vor dem ESV Ingolstadt und dem SV Waldhof in der 2. Liga Süd feiern und damit die Aufnahme in die neue Staffel der Regionalliga Süd.

### Regionalliga, 1963 bis 1971
Im Premierenjahr der Regionalliga belegte der FSV den 16. Rang und der Mann aus Ludwigshafen hatte 37 Spiele mit sechs Toren absolviert. Er bekam ein Vertragsangebot aus Worms und wechselte im Sommer 1964 in die Nibelungenstadt zu Wormatia Worms, dem Tabellendritten der Südwest-Regionalliga 1963/64. Gemeinsam mit Torhüter Slavko Stojanovic, Mittelfeldspieler Lothar Buchmann und Sturmpartner Wolfgang Wittemaier errang „Hutzel“ Kraft 1965 die Vizemeisterschaft und zog damit in die Aufstiegsrunde zur Fußball-Bundesliga ein. Der West-Meister Borussia Mönchengladbach schaffte den Aufstieg, Reutlingen, Kiel und Worms landeten auf den Plätzen. Ein besonderes Erlebnis war das Abschlussspiel der Aufstiegsrunde am 26. Juni 1965 im ausverkauften Bökelbergstadion in Mönchengladbach, als Worms der heimischen Borussia ein 1:1 abtrotzte und Kraft als Mittelstürmer im Einsatz war. Bis zur Runde 1969/70 lief Rudi Kraft für die Wormatia auf. Er kam von 1964 bis 1970 auf 133 Regionalligaspiele mit 64 Toren für Wormatia Worms und wechselte zur Runde 1970/71 zu Südwest Ludwigshafen.
Das letzte Regionalligaspiel absolvierte Kraft am 9. Mai 1971 beim 4:1-Heimerfolg gegen den FC Homburg auf der rechten Verteidigerposition und beendete mit 32 Jahren seine höherklassige Laufbahn um danach zusammen mit seinem Bruder Dieter beim TV Ellerstadt noch einige Jahre zu spielen.